# Parafia Miłosierdzia Bożego w Piotrowicach
Parafia Miłosierdzia Bożego w Piotrowicach – parafia rzymskokatolicka, znajdująca się w archidiecezji lubelskiej, w dekanacie Garbów.

## Zasięg parafii
Do parafii należą wierni z następujących miejscowości: Bronice, Drzewce-Kolonia, Drzewce, Paulinów, Piotrowice.